# Fontainemore
Fontainemore är en ort och kommun i regionen Aostadalen i nordvästra Italien. Kommunen hade 434 invånare (2017) och har italienska och franska som officiella språk.